# Бєляєва Ганна Валеріївна
Ганна Валеріївна Бєляєва — молодший сержант Збройних Сил України, учасниця російсько-української війни, що загинула в ході російського вторгнення в Україну в 2022 році.

## Життєпис
Ганна Бєляєва закінчила Харківський державний медичний університет. Деякий час працювала медичною сестрою у міській дитячій клінічній лікарні № 23, а з 1999 по 2022 рік — спочатку інтерном, а потім стоматологом-терапевтом у міській студентській лікарні м. Харкова. З початком повномасштабного російського вторгнення в Україну лютого 2022 року вступила до лав Збройних Сил України. Трагічно загинула 30 травня 2022 року в боях за Харків.

## Родина
У загиблої залишилися чоловік Іван, який працює хірургом, та двоє дітей — Михайло (нар. 2002) та Мирослава (нар. 2006).

## Нагороди
- Орден «За мужність» III ступеня (2022, посмертно) — за особисту мужність і самовіддані дії, виявлені у захисті державного суверенітету та територіальної цілісності України, вірність військовій присязі.